# Carl Oswald Bulla

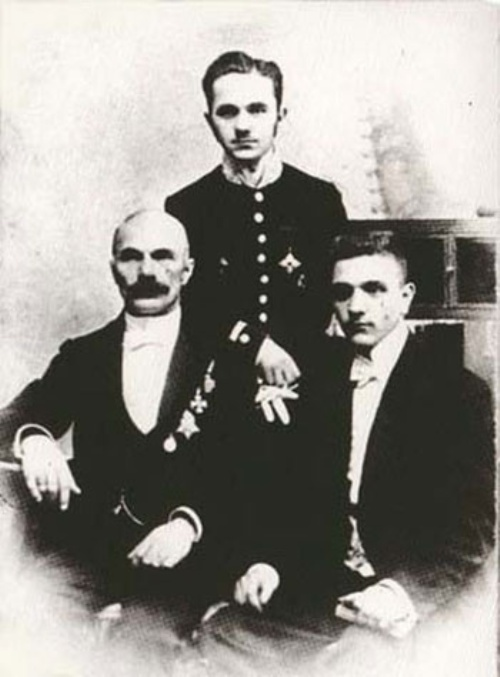
Karl Oswald Bulla mit seinen Söhnen Alexander und Wiktor

Carl Oswald Bulla (russisch Карл Освальд Булла; * 26. Februar 1855 in Leobschütz, Landkreis Leobschütz, Provinz Schlesien; † 28. November 1929 in Dorf Iide auf der Insel Ösel) war ein deutscher Fotograf.

## Leben
Carl Oswald Bulla gilt als der Begründer der russischen Fotoreportage. Zwischen 1890 und 1900 eröffnete er in  St. Petersburg eine Fotoagentur. Nach dem Ersten Weltkrieg ließ er sich in Estland nieder. Sein Sohn Wiktor Karlowitsch Bulla dokumentierte als Fotograf nach der Oktoberrevolution zwischen 1917 und 1920 die politischen Ereignisse in Russland. 

## Nachlass
Teile des photographischen Nachlasses von Bulla und seinem Sohn Wiktor Karlowitsch Bulla lagern im Photoarchiv des Moskauer Hauses der Photographie.